# Takahito Soma
Takahito Soma (født 10. december 1981) er en japansk fodboldspiller.
Han har spillet for flere forskellige klubber i sin karriere, herunder Tokyo Verdy, Urawa Reds, Marítimo, Energie Cottbus og Vissel Kobe.